# Деско (Сондрио)
Деско је насеље у Италији у округу Сондрио, региону Ломбардија.
Према процени из 2011. у насељу је живело 129 становника. Насеље се налази на надморској висини од 312 м.